# Харламов Михайло Оверкійович
Михайло Оверкійович Харламов (8 листопада 1913, місто Мінськ, тепер Білорусь — 16 листопада 1990, місто Москва, тепер Російська Федерація) — радянський діяч, дипломат, голова Державного комітету Ради міністрів СРСР з питань телебачення та радіомовлення. Депутат Верховної Ради СРСР 6-го скликання.

## Життєпия
Народився в родині робітника. З 1922 по 1929 рік навчався в сільській школі.
З вересня 1929 по вересень 1930 року працював учнем слюсаря фабрично-заводського навчання і слюсарем-інструментальником на залізниці в місті Мінську. З вересня 1930 по вересень 1931 року не працював, хворів.
У вересні 1931—1935 роках — відповідальний секретар редакції радіогазети, начальник групи випуску радіогазети Комітету радіомовлення при РНК Білоруської РСР.
Одночасно, з 1933 по 1934 рік навчався на робітничому факультеті при Інституті народного господарства в Мінську.
У 1935—1940 роках — студент Московського інституту історії, філософії та літератури імені Чернишевського, здобув спеціальність викладача історії.
Одночасно, з жовтня 1937 року — викладач-пропагандист 3-го Московського медичного інституту. З 1939 року працював за сумісництвом позаштатним лектором Московського комітету ВЛКСМ і ЦК ВЛКСМ.
Член ВКП(б) з квітня 1940 року.
З липня 1940 року — викладач курсів політичного складу охорони залізниці Народного комісаріату шляхів сполучення СРСР.
У 1940—1942 роках — слухач Вищої партійної школи при ЦК ВКП(б).
З березня по червень 1942 року — викладач курсів підготовки пропагандистських працівників у місті Свердловську.
У червні 1942—1945 роках — лектор Управління пропаганди та агітації ЦК ВКП(б).
З березня по вересень 1945 року — заступник завідувача, у вересні 1945—1946 роках — завідувач відділу пропагандистських груп Управління пропаганди та агітації ЦК ВКП(б). У 1946—1948 роках — завідувач Кабінету пропаганди відділу пропагандистських груп Управління пропаганди та агітації ЦК ВКП(б).
1 грудня 1948 — 15 липня 1949 року — завідувач підвідділу відділу зовнішніх зносин (Зовнішньополітичної комісії) ЦК ВКП(б).
У 1949—1951 роках — заступник голови Комітету радіомовлення при Раді міністрів СРСР.
У 1951—1953 роках — завідувач відділу країн народної демократії редакції газети «Правда».
У 1953—1958 роках — 1-й заступник завідувача відділу друку Міністерства закордонних справ СРСР. З 1953 по 1954 рік також був членом урядової комісії з вивчення причин подій літа 1953 року в Німецькій Демократичній Республіці.
У 1958 — січні 1962 року — завідувач відділу друку Міністерства закордонних справ СРСР. З 1961 по січень 1962 року — член колегії Міністерства закордонних справ СРСР.
У січні — 18 квітня 1962 року — голова Державного комітету з питань телебачення та радіомовлення при Раді міністрів СРСР. 25 квітня 1962 — 30 жовтня 1964 року — голова Державного комітету Ради міністрів СРСР з питань телебачення та радіомовлення.
У жовтні 1964—1968 роках — заступник головного редактора Видавництва політичної літератури.
У 1968—1975 роках — начальник Історико-дипломатичного управління Міністерства закордонних справ СРСР.
У 1975—1980 роках — 1-й заступник постійного представника СРСР при Організації Об'єднаних Націй в місті Нью-Йорку.
У 1980—1986 роках — заступник голови Державного комітету СРСР у справах видавництв, поліграфії та книжкової торгівлі. Одночасно, в 1980—1984 роках — начальник Управління журнальної періодики Державного комітету СРСР у справах видавництв, поліграфії та книжкової торгівлі.
З лютого 1986 року — персональний пенсіонер союзного значення в Москві.
Помер 16 листопада 1990 року, похований на Троєкуровському цвинтарі Москви.

## Нагороди
- орден Леніна
- три ордени Трудового Червоного Прапора (1945,)
- орден Дружби народів
- медалі
- Надзвичайний та Повноважний Посол (1975)